# Dignus buchsbaumi
Dignius buchsbaumi là một loài bướm đêm thuộc họ Erebidae. Nó được tìm thấy ở Bali.
Sải cánh dài khoảng 12 mm. 